# Oraș-fantomă

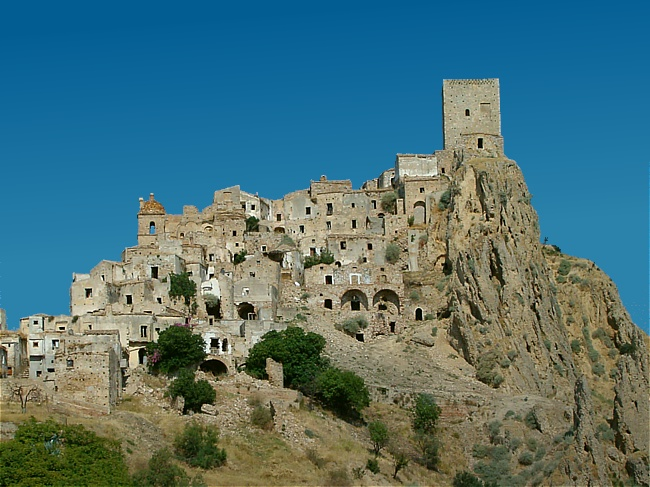
Exemplu de oraș-fantomă: Craco, Italia

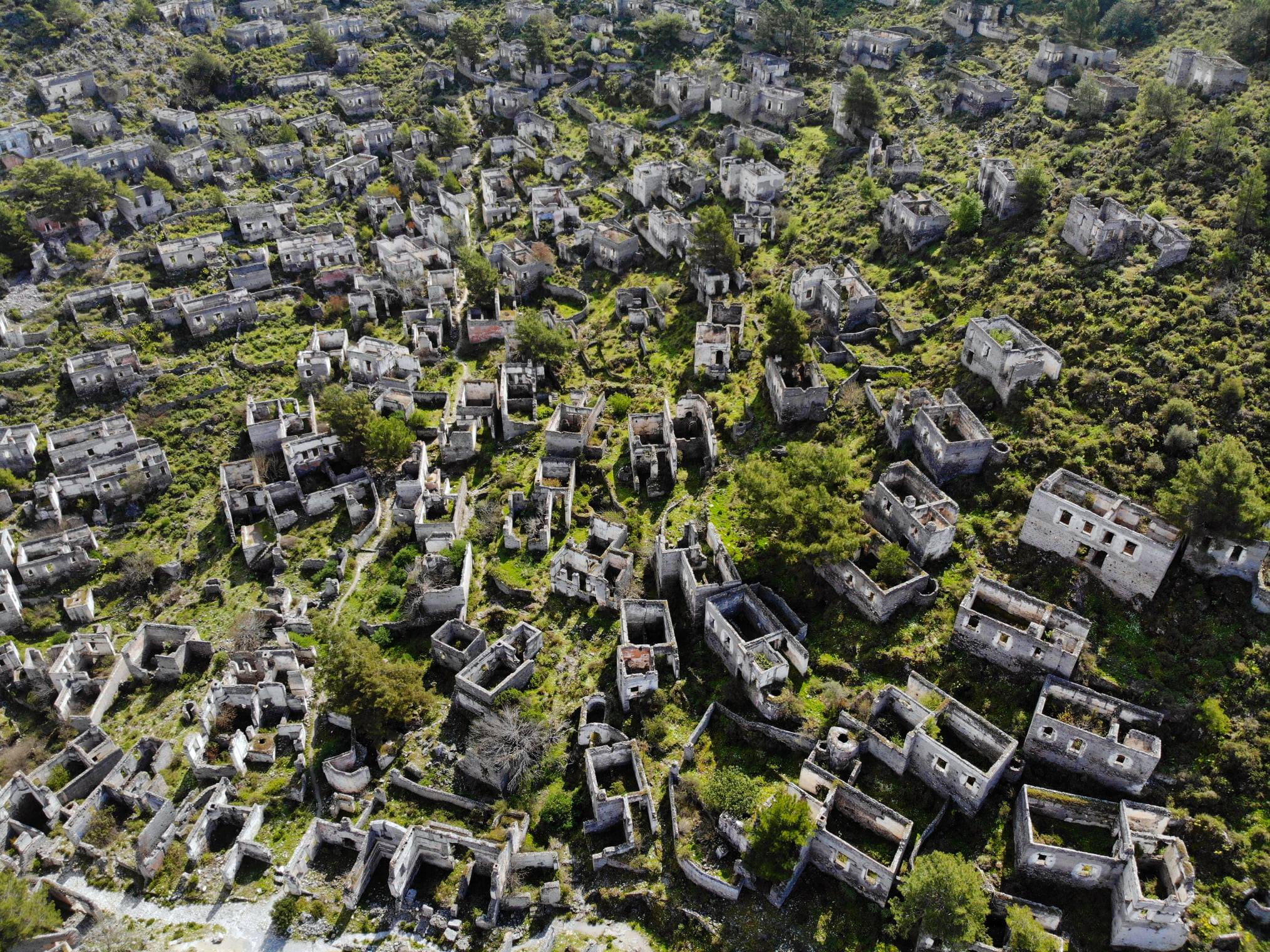
Kayaköy, Turcia, fost oraș locuit de greci

Orașul-fantomă este un oraș care a fost abandonat, de obicei pentru că principala activitate economică pe care s-a bazat a eșuat, ori din cauza calamităților naturale sau a celor cauzate de oameni. Expresia este de asemenea folosită, în sens mai larg, pentru un teritoriu unde populația actuală este semnificativ mai mică decât în trecut.